# Zacarías (padre de Juan el Bautista)
Zacarías (זכריה en hebreo, Ζαχαρίας en griego) es un santo que aparece mencionado en la Biblia y en el Corán. En la Biblia es un sacerdote de la familia de Aarón (Lucas, 1:67-79) y el padre de Juan el Bautista. Estaba casado con Isabel, quien era pariente de María (Lucas 1:36), la madre de Jesús.

## Descripción bíblica
De acuerdo con el Evangelio de Lucas, durante el reinado de Herodes I el Grande, había un sacerdote llamado Zacarías, de la casa de Abías, cuya mujer, Isabel, era también de la familia de Aarón. Los cuatro evangelistas dicen que ambos padres eran "rectos ante Dios", y no cometían ninguna falta a la hora de observar los mandamientos y órdenes de Dios. Cuando comienzan los eventos que relata Lucas, Zacarías no tenía hijos porque Isabel era estéril y ambos eran de edad avanzada (Lucas 1:5-7).
Los deberes en el Templo de Jerusalén se alternaban entre cada una de las líneas familiares descendientes de los designados por el rey David (Crónicas 24:1-19). Lucas dice que, durante la semana en la que debía servir en el templo, a Zacarías le correspondía realizar la ofrenda del incienso (Lucas 1:8-11).
El Evangelio de Lucas dice que, mientras Zacarías se encontraba en el altar, se le apareció un ángel que le anunció que su esposa daría a luz a un hijo, al que debería llamar Juan, y que este hijo sería seguidor de Dios.(Lucas 1:12-17) Zacarías mencionó la avanzada edad de su mujer y le preguntó incrédulo al ángel por una señal que le garantizase la profecía. En respuesta, el ángel se identificó como Gabriel, y dijo que había sido enviado especialmente por Dios para hacer su anuncio, y añadió que a causa de su duda quedaría mudo hasta el día en que se cumpliera la profecía. En consecuencia, cuando salió del templo fue incapaz de pronunciar su bendición a los feligreses que había en los patios exteriores del templo (Lucas 1:18-29).
Tras regresar a su casa, en Hebrón, su esposa Isabel quedó encinta. Después que Isabel completase su quinto mes de embarazo, su pariente María fue visitada por el mismo ángel, Gabriel. María fue cubierta por el espíritu santo y, aunque seguía siendo virgen, quedó embarazada de Jesús. Entonces, María se fue a visitar a su pariente Isabel, porque el ángel le había dicho que ella estaba en su sexto mes de embarazo. María regresó a su hogar tres meses después (Lucas 1:23-45 y Lucas 1:56).
Isabel dio a luz y, al octavo día, llevaron al bebé a ser circuncidado, tal y como exigían las normas religiosas. Sus vecinos y parientes habían asumido que el hijo se llamaría como su padre, siguiendo la costumbre. Isabel, no obstante, insistió en que su nombre fuera Juan, por lo que la familia preguntó a su marido. Entonces, Zacarías escribió en una tabla "Su nombre es Juan" y, a continuación, recuperó el habla y bendijo "al Señor Dios de Israel" con una profecía conocida por algunos como Benedictus (Lucas 1:57-79). El hijo creció y "fortaleció su espíritu", pero se retiró a los desiertos de Judea hasta que asumió su ministerio religioso, ganándose el nombre de Juan el Bautista (Lucas 1:80, Lucas 3:2-3 y Mateo 3:1).

### Otras tradiciones cristianas

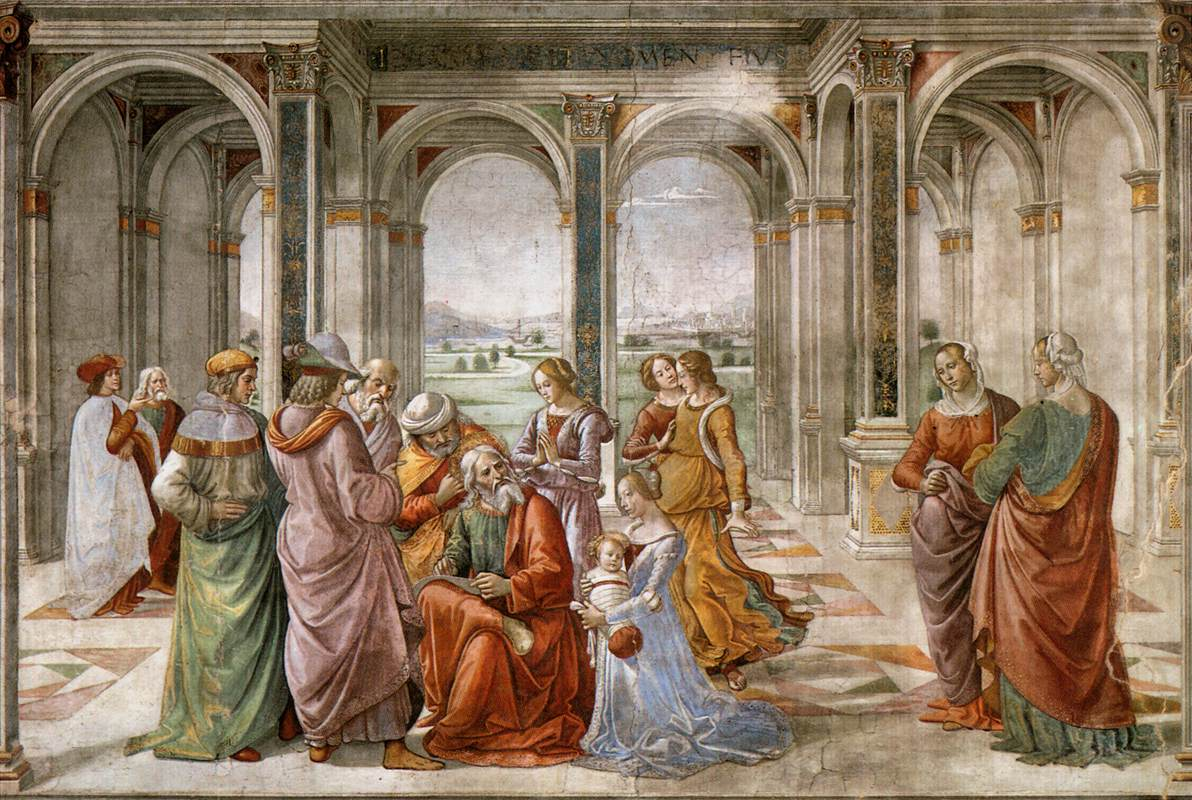
Fresco de Domenico Ghirlandaio Zacarías escribe el nombre de su hijo (1490, capilla Tornabuoni, Florencia).

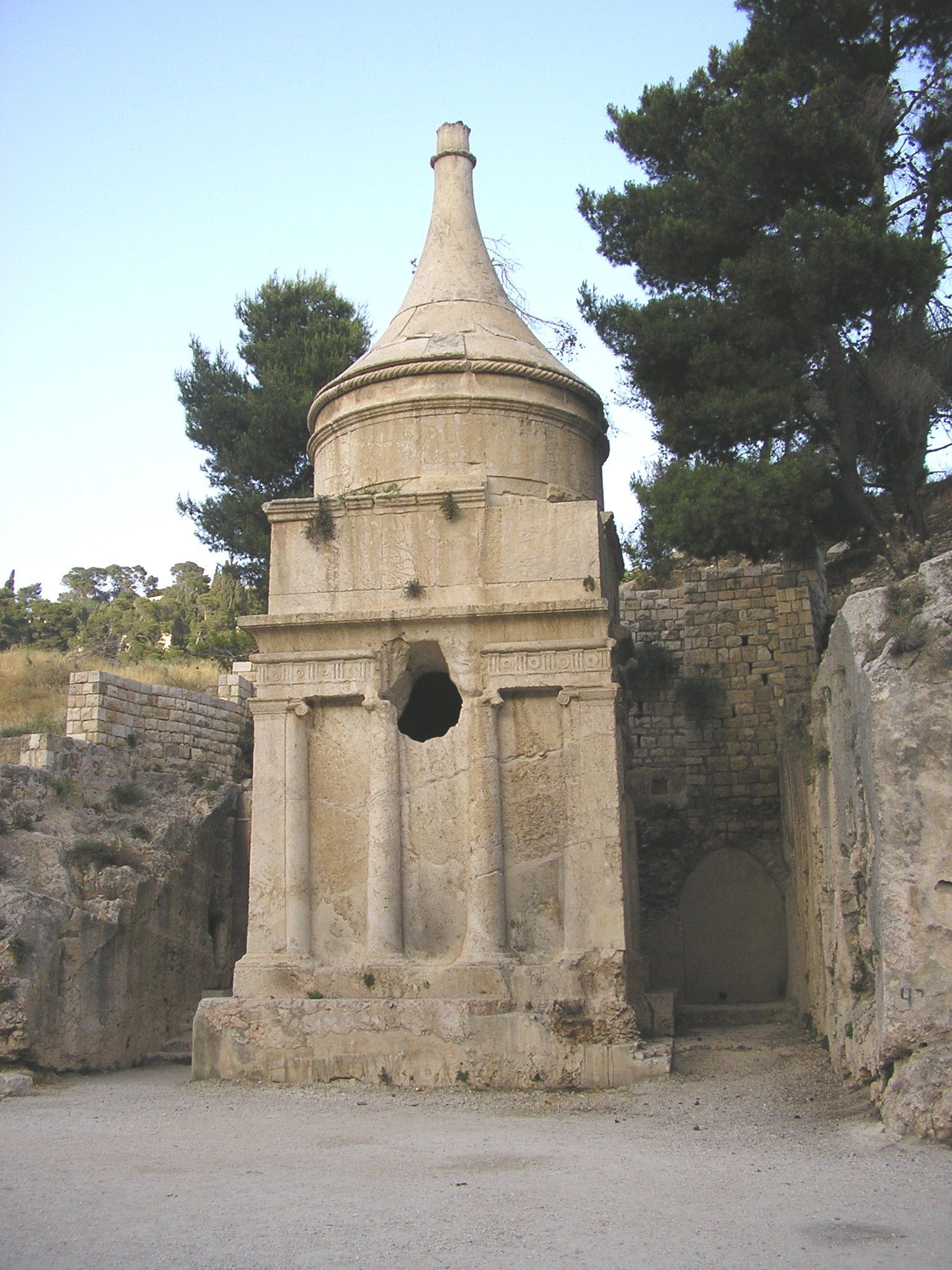
La "Tumba de Absalón" o "Pilar de Absalón", en Jerusalén. Se cree que pudo ser la tumba de Zacarías.

Orígenes sugirió que el Zacarías mencionado en el Mateo 23:35, el cual fue asesinado entre el templo y el altar, podría ser el padre de Juan el Bautista.
La tradición cristiana ortodoxa posterior dice que, en la Matanza de los Inocentes, cuando el rey Herodes I el Grande ordenó ejecutar a todos los niños varones menores de dos años para evitar la profecía de la llegada del Mesías a Israel, Zacarías se negó a decir el paradero de su hijo (que se encontraba escondido), y por esto fue asesinado por los soldados de Herodes. Esto está recogido también en el Evangelio de Santiago, un evangelio apócrifo del siglo II.
La Iglesia católica celebra su santo, junto con el de Isabel, el 23 de septiembre. Es venerado como un profeta por la Iglesia Luterana, que ha colocado su festividad el 5 de septiembre. La Iglesia ortodoxa también celebra la festividad de Zacarías el 5 de septiembre, junto con la de Isabel, que se considera una matriarca. Zacarías e Isabel son invocados en varias oraciones del sacramento del matrimonio, cuando el sacerdote bendice a la nueva pareja. En el calendario ortodoxo griego, la festividad de Zacarías e Isabel se celebra el 24 de junio.
Los armenios creen que el monasterio de Gandzasar, en Nagorno Karabakh, contiene reliquias de Zacarías. No obstante, estas reliquias también se guardaron en la catedral de Constantinopla cuando fueron traídas por el praefectus urbi Ursus el 4 de septiembre del 415.
En 2003 se descifró una inscripción en la conocida como Tumba de Absalón. Esta tumba era un monumento del siglo I en Jerusalén. La inscripción decía: "Esta es la tumba de Zacarías, el mártir, el sagrado sacerdote, el padre de Juan." Algunos académicos creen que este es el lugar de enterramiento de Zacarías, padre de Juan el Bautista. El profesor Gideon Foerster, de la Universidad Hebrea, ha dicho que la inscripción encaja con un texto cristiano del siglo VI que dice que Zacarías fue enterrado con Simón el Viejo y con Santiago, hermano de Jesús, y cree que tanto la tumba como el texto son veraces. Lo que hace a la teoría menos plausible es el hecho de que la tumba es tres siglos más antigua que las inscripciones bizantinas, que una tumba con dos zonas de enterramiento no se iba a usar para tres enterramientos y que la identificación de esa tumba ha variado mucho a lo largo de su historia.

## En el islam
Zacarías (en árabe زكريّا, Zakarīya) es para los musulmanes uno de los profetas del islam y su historia es relatada en el Corán. El islam dice que fue protector de María, madre de Jesús, y que era el padre de Juan el Bautista. Los musulmanes también creen que Zacarías fue un mártir. Una antigua tradición narra que Zacarías fue cortado por la mitad, una muerte similar a la de Isaías en Vidas de los Profetas.
Zacarías era un sacerdote con una vida recta y un profeta de Dios que trabajaba en el Templo de Jerusalén. Él estaba a cargo de los servicios del templo con frecuencia y rezaba sinceramente a Dios. Cuando se hizo viejo, Zacarías se empezó a preocupar por la continuidad de su legado y rezaba a Dios por el que se hiciera cargo del servicio diario del templo después de él. Zacarías empezó a rezar a Dios para que le diera un hijo. La oración por el nacimiento de un hijo no era simplemente por el deseo de un niño, sino también por el bien público, ya que necesitaba un heredero varón que sirviera a Dios después de él. Zacarías tenía temperamento y era virtuoso, y buscaba transferir su espiritualidad a su posesión más preciada. Su sueño era restaurar para la posteridad el patriarcado de Jacob y asegurarse así renovarse el mensaje de Dios a Israel.
Dios le dio a Zacarías un hijo al que debía llamar Juan. La tradición musulmana dice que Zacarías tenía 92 años cuando se le dijo que nacería Juan. De acuerdo con la oración de Zacarías, Dios hizo a Juan renovar el mensaje divino, que los israelitas habían corrompido, como también menciona Lucas 1:16. 
Zacarías dudó de la promesa que le había hecho Dios a través de un ángel, porque su mujer era estéril y ambos eran muy viejos. Por ello, el ángel le dejó mudo hasta que se cumpliera la profecía.(Corán, sura 19, Maryam, ayat 7–10)
De acuerdo con el Corán, Zacarías era protector de María, la madre de Jesús.

¡Mirad! Una mujer de Imran dijo: "Oh, mi Señor, encomiendo a Ti lo que está en mi vientre para su servicio especial, acepta esto de mí, ¡porque lo escuchas todo y sabes todas las cosas!". Y cuando dio luz el niño, ella dijo: "Señor, yo te lo entrego, pero es una niña." Pero Dios sabía mejor lo que había entregado: Un niño no podría ser como la chica. "La llamaré María (dijo ella) y la encomiendo a ti. Preserva a ella y a sus hijos de Satán, el rechazado." Su Señor la aceptó gentilmente, y ella creció con la excelencia, y se la dio en cuidado a Zacarías. Siempre que Zacarías fue a verla en su cámara, la encontró provista de alimentos, y le preguntó: "¿De dónde ha venido esto esto, oh, María?" Y ella le dijo: "De parte de Dios, que da alimento en abundancia a quien él quiere."
Qur'an, sura 3, Al-i-Imran, ayat 35–37

La teología musulmana mantiene que Zacarías, junto con Juan el Bautista y Jesús, marcaron el inicio de una nueva era de profetas. Todos los nuevos descendían del linaje sacerdotal de Amram, el padre del profeta Aarón.
De todos los sacerdotes, fue Zacarías quien recibió el encargo de cuidar de María, lo que demostraba su estatus de hombre piadoso. Zacarías es citado frecuentemente en el Corán como un profeta de Dios y como un hombre recto. Una de estas citas está en una sura del Al-An'am:

Y Zacarías y Juan, y Jesús y Elías, todos ellos en el escalafón de los justos.
Corán, sura 6, Al-An'am, ayah 85

El traductor del Corán Abdullah Yusuf Ali comenta que este profeta tenía una conexión espiritual con los otros. Señala que Juan el Bautista era pariente de Jesús, y que Elías era alguien que había estado presente en la Transfiguración de Jesús (Mateo 17:3) en el monte, como se menciona en el Nuevo Testamento. Zacarías, a través de su matrimonio, era tío de Jesús y su hijo, Juan el Bautista, es comparado con Elías en el Nuevo Testamento (Mateo 11:14-15).